# Scopula punctaria
Scopula punctaria là một loài bướm đêm trong họ Geometridae.